# Prasophyllum fuscum
Prasophyllum fuscum är en orkidéart som beskrevs av Robert Brown. Prasophyllum fuscum ingår i släktet Prasophyllum och familjen orkidéer. Inga underarter finns listade i Catalogue of Life.